# 雙溪毛糯療養院
雙溪毛糯療養院，是一家位於馬來西亞雪蘭莪州的汉生病疗养院，規模僅次於菲律賓库利昂疗养所，世界第二大的漢生病聚落。

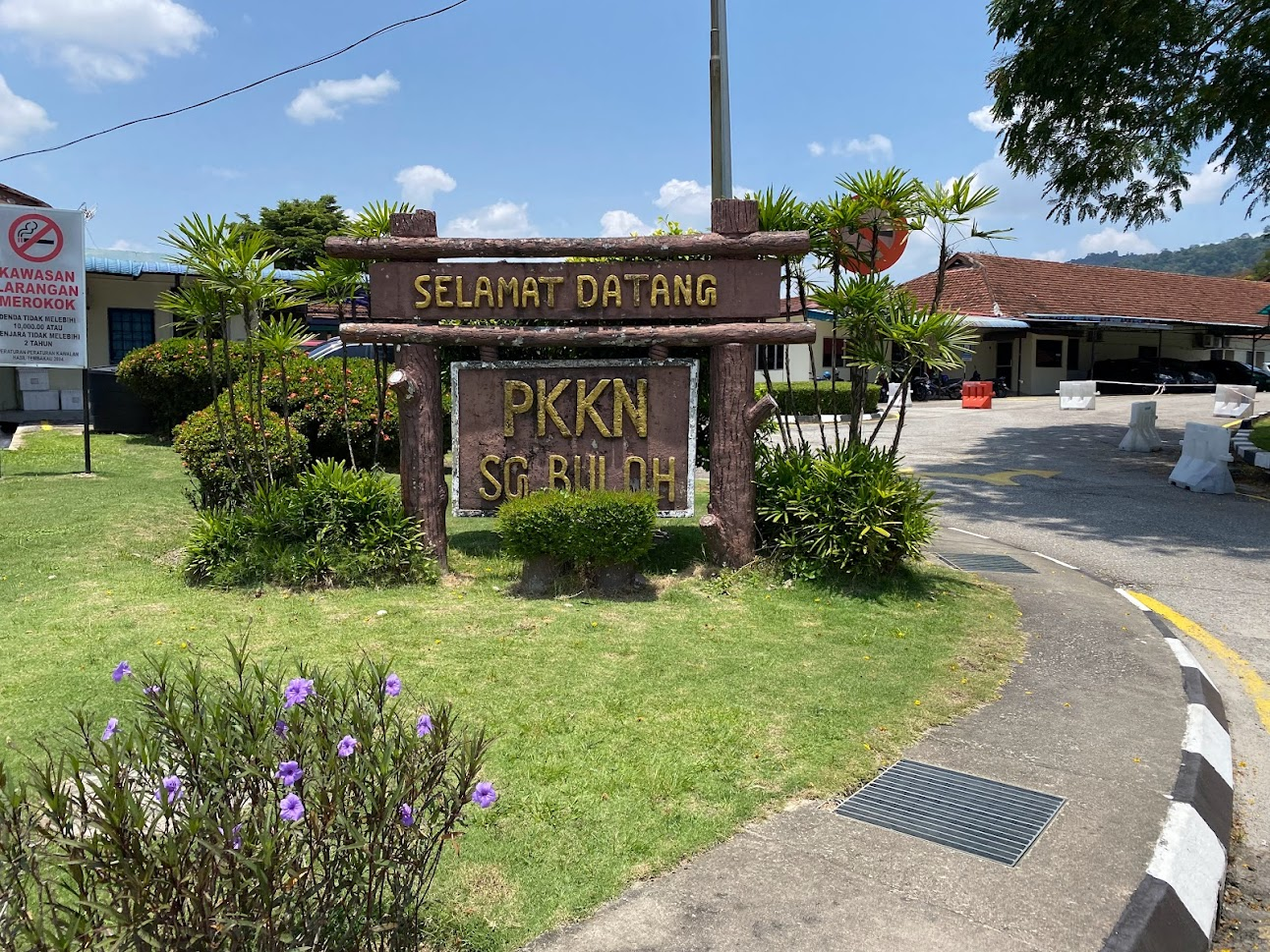
自2006年起，国家麻风病控制中心已交由双溪毛糯医院管理

此疗养院于1930年8月15日成立，占地570英亩，初时不只是收容麻风病患者，院中也有一部分是专门安置失明及残障人士的地方。由于双溪毛糯疗养院日渐拥挤，原先安置失明及残障人士被转至他处，之后把所有麻风病患者转移到此院。1965年改名为“双溪毛糯麻疯病院”（Sungai Buloh Leprosarium），1969年正式命名為“国家麻风病控制中心”（Pusat Kawalan Kusta Negara)。
此院建有医院、供病人住宿的小屋、社交俱乐部、咖啡店、杂货店、会馆、改良所、学校、戏院、邮政局、警察局、监狱、宗教膜拜场所等等，如同一个独立的小社区。另外，此院还成立了参议会（Majlis Penempatan Sungai Buloh）以照顾院民的福利及推动院民的各种活动。
双溪毛糯麻风社区曾有两千逾名病患居民，2010年仅有约二百名居民。

## 西院、东院与中院
院区分为西院、东院及中院。西院为病房和行政区，其建竣于1929年，专门安置失明、残障等情况严重的病患。东院建成于1930年，主要是已痊愈或病情不严重的病患居住的场所。中院于1936年兴建，为建造更多房屋以应病患人数剧增之需求。

## 学校
双溪毛糯麻风社区内唯一的学校是特拉维斯医生在文良港病营所成立的华文学校，于1930年8月改迁到双溪毛糯疗养院。二战后，学校复课并改以英文授课，并更名为特拉维斯学校（Travers School）。
特拉维斯学校课程编排有中英文科等，课程等级分为最低的第一等级（Standard 1）至最高的第九等级（Standard 9）。每科的每一个等级完成后，学生都会被颁予文凭。

## 医疗病历板
每一位病患都会获得一块医疗病历板，它记录着该留院者的资料及医疗记录，这块病历板也成了疗养院的特色之一。

## 相關資料
- 《馬來西亞的麻風病：過去，現在和未來》（Leprosy in Malaysia: Past, Present and Future），安東尼佐書華（Anthony Joshua）著
- Pusat Kawalan Kusta Negara[永久]